# Istituto di ricerche sulla popolazione e le politiche sociali
L'istituto di ricerche sulla popolazione e le politiche sociali (IRPPS) è un istituto interdisciplinare di ricerca del Consiglio Nazionale delle Ricerche che si occupa di tematiche sociali, con particolare attenzione a welfare, popolazione e il rapporto tra scienza e società.

## Storia
L'Istituto di ricerche sulla popolazione e le politiche sociali del CNR nasce nel 2000 dalla fusione di due istituti, l’Istituto di ricerche sulla popolazione con sede a Roma, e l’Istituto di ricerche sulle dinamiche della sicurezza sociale, nella sede Penta di Fisciano (SA). Nel 2009, è confermato quale struttura di ricerca del CNR con autonomia scientifica, finanziaria e gestionale.

## L’Istituto
IRPPS opera nelle seguenti principali aree tematiche:
- Studio delle relazioni tra tendenze della popolazione e dello sviluppo sociale ed economico.
- Studio delle dinamiche sociali e delle politiche nei sistemi di welfare.
- Studio del mutamento della società e della diffusione delle conoscenze e delle tecnologie dell'informazione.[2]

L’attività dell’IRPPS è volta a soddisfare domande prodotte dalla comunità scientifica, dagli attori politici, da quelli amministrativi e dalla società civile, fornendo ricerche, strumenti e metodi conoscitivi atti ad applicare le evidenze in un ampio contesto socio-economico. L'Istituto partecipa a progetti interdisciplinari nazionali e internazionali.
Lo staff IRPPS è composto da circa 110 membri tra personale di ricerca, tecnologo e amministrativo, con diverse formazioni: Antropologia, Comunicazione, Demografia, Economia, Ingegneria, Pedagogia, Filosofia, Fisica, Scienze Politiche, Psicologia, Sociologia, Statistica.

## Le sedi
La sede principale dell’Istituto è a Roma (RM), in via Palestro 32. Una sede secondaria è presente a Fisciano (SA), in Corso S. Vincenzo Ferreri, 12. Unità di ricerca presso Terzi (URT) sono quelle presso l’Asl Brindisi (BR) e l’Università degli Studi di Padova.

## Attività editoriale
IRPPS svolge attività editoriale attraverso il lavoro del comitato editoriale IRPPS che cura la produzione e diffusione di Working papers e Monografie, strumenti di discussione e approfondimento di tematiche emergenti e di diffusione dei risultati di progetti e ricerche in corso nell’Istituto.
Inoltre, la comunità di ricerca IRPPS partecipa ai comitati scientifici di Welfare & Ergonomia e Quaderni di comunicazione scientifica, riviste curate, pubblicate e distribuite da case editrici esterne, ed è inoltre attiva nei comitati scientifici di alcune collane edite dal CNR: Relazione sulla ricerca, Rapporto GETA, Bilancio di Genere.

## Infrastrutture di ricerca
IRPPS partecipa alla progettazione, costruzione e diffusione di due importanti infrastrutture per la raccolta, conservazione e condivisione per i dati aperti nelle scienze sociali a livello europeo e nazionale: CESSDA, Consortium of European Social Science Data Archives, e FOSSR, Fostering Open Science in Social Science Research.

## Il lavoro per la parità di genere
IRPPS sostiene le politiche per la parità di genere del CNR attraverso il lavoro di raccolta e analisi dei dati per il Rapporto GETA e il Bilancio di Genere e partecipando alle attività del Gender equality Team e del CUG.